# Trulsegården
Trulsegården is een plaats in de gemeente Göteborg in het landschap Bohuslän en de provincie Västra Götalands län in Zweden. De plaats heeft 212 inwoners (2005) en een oppervlakte van 17 hectare. De plaats ligt op het eiland Hisingen en wordt omringd door zowel bos als landbouwgrond, ook loopt het riviertje de Osbäcken vlak langs de plaats. De stad Göteborg ligt op ongeveer vijf kilometer van Trulsegården.